# Tatre, Hrpelje - Kozina
Tatre so naselje v Občini Hrpelje - Kozina.